# Rapture of the Deep
《Rapture of the Deep》은 2005년 10월 24일에 발매된 영국의 하드 록 밴드 딥 퍼플의 열여덟 번째 스튜디오 음반이다. 이 음반은 1994년 스티브 모스가 밴드에 합류한 이후 딥 퍼플의 네 번째 스튜디오 음반이며 베테랑 키보디스트인 돈 에어리가 참여한 두 번째 음반이다. 이 음반은 마이크 브래드퍼드가 프로듀싱을 했는데, 그는 밴드의 이전 음반인 《Bananas》를 프로듀싱하기도 했다.

## 발매 및 평가
| 평가 점수        | 평가 점수    |
| 출처             | 점수         |
| ---------------- | ------------ |
| About.com        | [ 2 ]        |
| AllMusic         | [ 3 ]        |
| BBC Music        | (favourable) |
| BW&BK            | 10/10        |
| Drowned in Sound | 5/10         |
| PopMatters       | [ 7 ]        |
| Terrorizer       | 4/10         |

《Bananas》와 마찬가지로 이 음반은 비평가들과 팬들로부터 전반적으로 긍정적인 평가를 받았다. 《Rapture of the Deep》은 독일 음반사인 에델 레코드에서 유럽에서 처음 발매되었으며 미국에서는 에델의 서브 레이블인 이글 레코드에서 발매되었다.
이 음반은 《빌보드》의 미국 톱 인디펜던트 음반 차트에서 43위로 정점을 찍었다. 미국에서는 첫 주에 2,500장이 팔렸다. 영국에서 이 음반은 첫 주에 3,500장이 팔렸고 그 다음 주에 1,200장이 팔렸다. 그것은 또한 여러 유럽 차트에서 상위 20위 안에 들었다. 타이틀곡 〈Rapture of the Deep〉은 2005년 프로모션 싱글로 발매되었다.

## 곡 목록
모든 곡들은 이언 길런, 로저 글로버, 스티브 모스, 돈 에어리 그리고 이언 페이스에 의해 작사/작곡하였다.
| #   | 제목                      | 재생 시간 |
| --- | ------------------------- | --------- |
| 1.  | 〈Money Talks〉           | 5:31      |
| 2.  | 〈Girls Like That〉       | 4:02      |
| 3.  | 〈Wrong Man〉             | 4:53      |
| 4.  | 〈Rapture of the Deep〉   | 5:58      |
| 5.  | 〈Clearly Quite Absurd〉  | 5:25      |
| 6.  | 〈Don't Let Go〉          | 4:32      |
| 7.  | 〈Back to Back〉          | 4:03      |
| 8.  | 〈Kiss Tomorrow Goodbye〉 | 4:18      |
| 9.  | 〈Junkyard Blues〉        | 5:32      |
| 10. | 〈Before Time Began〉     | 6:30      |